# Brestač
Brestač (cyr. Брестач) – wieś w Serbii, w Wojwodinie, w okręgu sremskim, w gminie Pećinci. W 2011 roku liczyła 934 mieszkańców.